# 羽幌炭礦鉄道

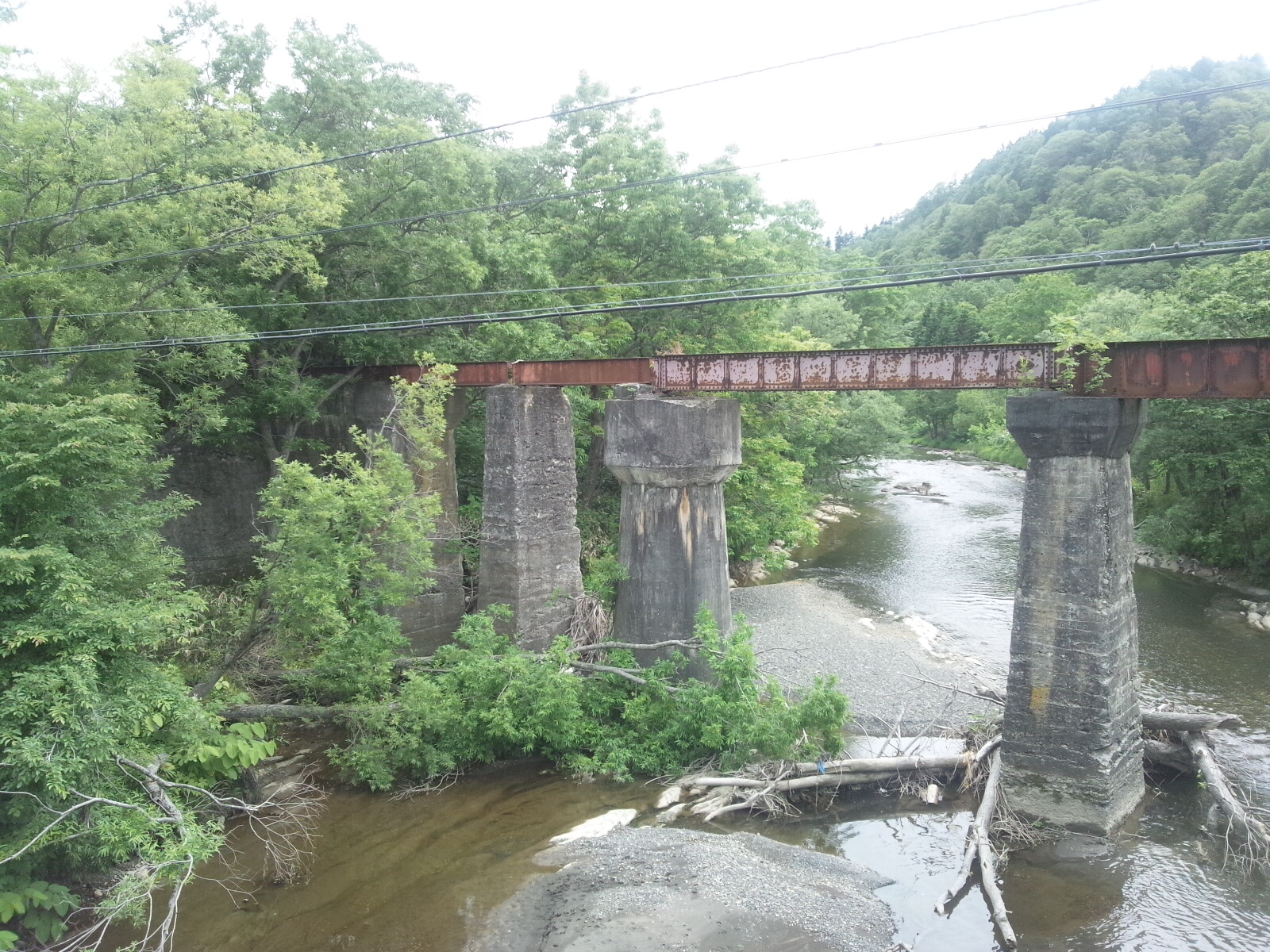
築別川に残る羽幌炭礦鉄道の橋梁 中古品の桁を寄せ集めて架けたため桁高や支間が著しく不揃いなのが特徴

羽幌炭礦鉄道（はぼろたんこうてつどう）は、かつて北海道苫前郡羽幌町で炭鉱と自社で鉄道路線を経営していた炭鉱会社である。札幌証券取引所に上場していた。
社名を見ると鉄道が本業であるかに見えるが、本業は炭鉱である。財閥の鈴木商店系列である太陽産業を前身とする羽幌炭礦株式会社が、自社の採掘した石炭の輸送手段の確保のため設立した羽幌鉄道株式会社を合併して羽幌炭礦鉄道株式会社となった。旅客輸送は従業員とその家族のために細々と行っていた。羽幌、上羽幌、三毛別に坑口と選炭設備を有し、特に羽幌（本）坑に建設された羽幌運搬立坑には、近代的な塔櫓捲（タワーマシン=ワインディングタワー）形式のビルディングタワー竪坑櫓が建設された。最新式のビルディングタワー竪坑櫓は九州の長崎県松浦市の中興鉱業（株）福島第一立坑櫓に建設され、2基目であると共に最後の建設となった。その頃同規模の近代的炭鉱を経営した両社は「西の中興か、北の羽幌か」といわれて就職の人気企業であった。同レベルの福島第一立坑の櫓は解体されたので、羽幌運搬立坑が日本国内で2025年現在唯一現存する近代的最新型ビルディングタワー竪坑櫓である。
前期型ハンマーコップフ（ドイツ語でハンマーヘッド）型は九州の福岡県志免町に現存し、重要文化財に指定された海軍炭鉱の志免竪坑櫓の近代形の立坑櫓が羽幌運搬立坑櫓である。
鉄道路線は自社の羽幌炭鉱から産出される石炭を搬出するために国鉄名羽線（名寄 - 羽幌間）を先行して建設したもので、1941年に開通したが、1970年の炭砿の閉山とともに廃止された。一時期は、国鉄羽幌線に気動車が乗り入れ、国鉄車とほぼ同仕様の気動車を保有していた。
当記事では炭鉱、鉄道を含めた操業当時のことを記す。現存施設等やスポーツ活動については、「羽幌炭鉱」を参照されたい。

## 路線データ
- 区間（営業キロ）：築別 - 築別炭砿 16.6km
- 軌間：1067mm
- 駅数：8（起終点駅を含む）
- 電化区間：なし（全線非電化）
- 複線区間：なし（全線単線）
- 閉塞方式：タブレット閉塞式
- 交換可能駅：駅一覧を参照
- 最小曲線半径：200m
- 最急勾配：16‰
- 軌条：30kg
- 橋梁：11箇所
- 隧道：なし
- 機関庫・付属工場・車庫：築別炭礦駅構内

## 歴史
羽幌炭礦（羽幌（本）坑、上羽幌坑、築別坑）のあった苫前炭田では1895年（明治27年）頃に鉱区が設定されて採掘が始まったが、適切な運搬手段がなく、大規模な開発には至らなかった。1918年（大正7年）頃に財閥の合名会社鈴木商店（日商岩井の前身、現在の双日）が一帯の鉱区を買収した。鈴木商店が金融恐慌により1927年（昭和2年）に清算されてからも、同社傍系の太陽曹達（株）（1939年（昭和14年）太陽産業（株）に改称）が所有し、1931年（昭和6年）頃より開発に着手した。
当時、国鉄羽幌線が留萠より順次開業し、1932年（昭和7年）9月には羽幌まで到達しており、さらに北上を続ける予定であった。太陽曹達は羽幌鉄道（株）を設立し、1938年（昭和13年）に国鉄駅予定地の築別一線（築別）と築別本流（築別炭鉱）を結ぶ17.2kmの本線、および途中の曙より三毛別を経由して上羽幌に至る10kmの支線を含む鉄道敷設免許を申請した。このうち、曙 - 上羽幌間は鉄道省予定線「天塩国名寄ヨリ石狩国雨龍ヲ経テ天塩国羽幌ニ至ル鉄道」と競合することから除外され、1940年（昭和15年）5月に築別 - 築別炭鉱間の免許を受けた。
1939年秋には運炭道路建設の名目で路盤工事に着手したようで、突貫工事が進められた。戦時体制下の資材確保は困難で、橋梁などは改修工事で不要となった各地の中古品を購入して使用し、北海道帝国大学工学部に標本として貸与されていた1898年製の古典機関車を鉄道省より譲り受けるなどした。また、客貨車の入手が間に合わず、開業より2か月間は鉄道省よりハフ4715とワフ2966を借り入れた（竣功監査報告より）。1941年（昭和16年）12月9日の羽幌線羽幌 - 築別間開業直後の12月14日に営業を開始したが、時に太平洋戦争開戦6日後のことであった。この間、1940年（昭和15年）7月に太陽産業（株）羽幌礦業所は羽幌炭礦（株）と改称、さらに1941年3月、羽幌炭礦（株）が羽幌鉄道（株）と合併して羽幌炭礦鉄道（株）となっている。
戦後は上羽幌坑と羽幌（本）坑（三毛別）の開坑により出炭量が増加して沿線人口も増えた。1958年（昭和33年）から気動車の運行を開始して貨客分離に努め、共通の駆動装置の車輌で国鉄定期列車に併結して羽幌駅まで乗り入れを行った。
1962年（昭和37年）12月には建設工事中の国鉄名羽線（羽幌 - 朱鞠内間51.2km）のうち、軌道・軌条工事が完了した曙 - 三毛別間3.8kmで国鉄非営業線運送という異例の取扱いにより運炭列車が走り始めた（従来は索道により石炭送り込み）。前述の通り1965年（昭和40年）6月、羽幌（本）坑にビルディングタワータイプの最も新しいタイプである塔櫓捲（タワーマシン=ワインディングタワー）式竪坑櫓を持つ運搬立坑（地上39.4m、壺下深さ547m）が竣工し、この羽幌（本）坑の設備増強により年間40万トン（計画は60トン）の出炭が可能となったことを受けて、羽幌炭礦鉄道が所有する動力車（乗務員含む）を使用して運行し、運送対価として曙 - 三毛別間の運送原価に見合う相当額（1トン当たり57円）を国鉄が会社より収受するというものであった。1964年（昭和39年）に名羽線の建設工事が日本鉄道建設公団に引き継がれると、国鉄が公団と協定を結んで同区間の有償貸付（貸付料金年間545万1000円）を受ける形で運行が継続された。この区間は前述のように曙 - 上羽幌間が鉄道省予定線との競合により除外された後も、羽幌（本）坑開発に合わせて1949年（昭和24年）3月に曙 - 三毛別4.0kmの構外側線敷設認可を得ながらも建設中止となった経緯があり、会社としては悲願の運行であった。
当時は車掌は男性駅員が交代で務めていたが、1960年代に入ると後述する液圧式キハ22形式気動車の導入に合わせ、戦時期を除き全国初となる旅客列車専門の女性車掌を職員として採用して、乗客からも好評を得た。但し、危険である貨物列車は、男性駅員が車掌として乗務した。貨物・旅客とも飛躍的に輸送量を伸ばし、1969年（昭和44年）にはディーゼル機関車を導入した。

### 炭鉱事業
本業である石炭採掘の鉱山であるが、同社発行の『羽幌立坑』（羽幌炭礦鉄道（株））によると、羽幌炭鉱概要には、石炭鉱業は燃料消費動向の激変に伴うエネルギー革命の渦中にあるが、当社は数年来特に深部開発総合合理化計画を樹立し、築別坑はベルト大斜坑計画、羽幌坑（本坑：パンフレットには「羽幌坑」と掲載されているため、本節では以下そのままとする）は運搬立坑計画を全社的機能の結集を、強力に実施して来たが、その一環として、羽幌坑の運搬立坑を中心とした一連の合理化工事が此処に完工。
羽幌坑の坑内は斜坑本卸、第2斜坑連卸により左右に採掘展開されて居り、採掘区域は大きく分散し、維持坑道は深部移行と共に複雑化で制約を受ける。この打開に運搬立坑の開削を計画。1961年（昭和36年）6月に開坑。1965年（昭和40年）立坑櫓を含めて完成した。羽幌運搬立坑完成に伴い深部施工は完成したので、坑内坑道、切羽整備機械化し年産60万㌧揚炭とする。入気坑道完備で、排気立坑、深部風道斜坑、片磐開発新斜坑の計画を実施する。とされた。

#### 羽幌運搬立坑設備概況
立坑で使用されるケージは2索式ケージで、ケーペ式捲揚機塔上設置方式（塔櫓捲式；ワインディングタワー=タワーマシン）採用。石炭、硬、鉱員等人員、資機材の搬出入に使用。捲揚機はトランジスタ回路の自動制御方式。坑ロ、坑底の鉱車積替え作業は自動。鉱車の操車制御には、鉄道信号方式を採用した。この立坑は主要入気立坑とされる為、集塵機が併設されている。
⒈立坑仕様◎
➊立坑直径(仕上がり内径)┉┉┉┉┉┉┉∅6m。
➋場所詰めコンクリート壁厚┉┉┉0.4～1.0m。
➌壺下深さ┉┉┉┉┉┉┉┉┉┉┉┉┉547m。
➍鋼索捲揚深度┉┉┉┉┉┉┉┉┉┉┉512m。
⒉立坑捲揚機設備◎
Ⅰ.運搬能力/石炭精炭年度┉┉┉┉┉60万t/ear。
Ⅱ.捲揚機本体。
➊鋼索駆動方式┉┉狭幅形2鋼索式，電動機直結ケーペプーリ∅6000㎜。ガイドプーリ∅3500㎜(4階設置)併用。富士電気製造㈱製。
➋駆動電動機┉880kW1200hp，直流電動機×1機。富士電気製造㈱製。
➌制御方式┉┉┉┉┉┉┉ワードレオナード式、950kW直流発電機＋880kW同期電動機。
➍運転方式┉┉全自動式、押釦自動式、手動ノッチ式併設。
❺鋼索速度┉┉┉┉┉┉┉┉┉┉┉┉┉11m/s。
❻捲揚方式┉┉┉┉┉┉2車2段Doubletrack方式。
❼制動方式┉両抱き制動シュー圧縮空気圧着式。
⒊立坑櫓捲揚塔◎
Ⅰ.立坑櫓捲揚塔本体。
➊構造形式┉鉄筋コンクリート閉鎖形塔櫓捲式(タワーマシン=ワインディングタワー形式)。
➋全高┉┉┉┉┉┉┉┉┉┉┉┉┉┉39.34m。
Ⅱ.立坑櫓捲揚塔内配置。
➊1階┉┉┉┉┉┉┉┉┉┉┉┉┉坑ロ操車場。
➋2階┉┉┉┉┉┉┉┉┉┉キャッチフック室。
➌3階┉┉┉┉┉┉┉過速度,過捲時バッファ室。
➍4階┉┉┉┉┉┉┉┉ガイドプーリ・電気室。
❺中5階┉┉┉両抱き式制動シュー圧着制動室。
❻5階┉ケーペプーリ捲揚機室・点検,機器設置用住友機械㈱製天井移動起重機。櫓隅一角に地上吹き抜けが設置。地上部から部品等を昇降させる。普段は鉄製板で閉塞(※立坑櫓は1964年完成┉銘板による)。㈱藤田組建設。
⒋坑ロ操車線設備◎
Ⅰ.操車方式┉┉┉┉┉┉┉┉スイッチバック式。
Ⅱ.ケージ積換設備┉➊圧気式立坑扉4台。➋圧気式ジャンクションレール4台。➌圧気式ケージ内カーストッパ駆動装置2個。➍圧気式立坑前カーストッパ2台。❺圧気式カーブレーキ2台。❻運動式カープッシャ2台。
Ⅲ.チプラ。
➊チプラ形式┉1.6㎥鉱車2台返し，360°回転形。
➋チプラ性能┉┉┉┉┉┉┉┉┉┉┉240車/h。
➌チプラ附属機器┉⑴電動カープッシャ1台。⑵チプラ内ストッパ1台。⑶チプラ前ストッパ1台。⑷カーブレーキ1台。
Ⅳ.その他操車設備。
➊上り勾配クリーバー┉┉┉┉┉┉┉┉┉2台。
➋圧気式車輌制動装置┉┉┉┉┉┉┉┉┉3台。
➌スイッチバックストップブロック┉┉┉2台。
➍鉱車引き出し用ウインチ┉┉┉┉┉┉┉1台。
❺電動式転轍機駆動装置┉┉┉┉┉┉┉┉5台。
Ⅴ.制動方式。
各種制限開閉器自動制御。手動併用。
⒌坑底操車線設備◎
Ⅰ.操車方式┉┉┉┉┉┉┉┉スイッチバック式。
Ⅱ.鉱内軌道規格。
➊鉱車留置容量┉┉┉┉実函100輌，空函100輌。
➋列車編成輌数┉┉┉炭実車30輌，硬実車20輌。
Ⅲ.ケージ積算設備。
➊圧気式立坑扉4台。➋圧気式チルチングプラットフォーム4台。➌圧気式ケージ内カーストッパ駆動装置2個。➍圧気式立坑前カーストッパ2台。❺圧気式カーブレーキ2台。❻電動式カープッシャ2台。
Ⅳ.列車引込ビン切設備。
➊引込水平クリーバー┉┉┉┉┉┉┉┉┉6台。
➋立坑出口側操車設備。
⑴上り勾配クリーバー┉┉┉┉┉┉┉┉┉1台。
⑵スイッチバックストップブロック┉┉┉1台。
⑶送出水平クリーバー┉┉┉┉┉┉┉┉┉2台。
➌転轍機駆動装置┉┉┉┉┉┉┉┉┉┉┉7台。
➍信号設備┉┉┉┉┉┉┉┉┉中央制御方式。
⒍坑ロ上屋◎
Ⅰ.操車場上屋構造┉鉄骨コンクリート，鉄筋コンクリートブロック併用。
Ⅱ.礦務所設備。
➊繰込所。➋安全灯室。➌更衣室。➍浴室。❺捜検。❻保安教室。❼計画室。
Ⅲ.ニ坑受入原炭ポケット。
➊ポケットホッパ容積┉┉┉┉┉┉┉┉┉300t。
⒎坑内附帯設備◎
➊立坑坑底電気室。➋坑内蓄電池機関車充電設備。
⒏坑外附帯設備◎
Ⅰ.変電所┉容量┉┉┉┉┉┉┉┉┉┉7,500㎸A。
Ⅱ.空気圧縮機。➊450kW┉1台。➋150kW┉3台。
Ⅲ.蒸気原動所┉┉┉┉┉┉┉┉┉┉┉5t/h×2台。
Ⅳ.硬索道┉┉┉┉┉┉120t/h×130kW×2,030m。
Ⅴ.坑ロ暖房┉┉┉┉┉┉┉┉┉┉┉┉┉┉1式。
Ⅵ.選炭工場。
➊主選機タカブジグ┉200t/h。➋再選機。
➌原炭ポケット。
⑴羽幌坑，上羽幌坑┉┉┉┉┉┉┉┉┉┉300t。
➍精炭ポケット┉┉┉┉┉┉┉┉┉┉┉2,700t。
Ⅶ.設計施工┉日商㈱，富士電気製造㈱，㈱藤田組　，住友商事㈱，住友機械㈱，北新鉱発㈱。
（※『羽幌立坑』羽幌炭礦鉄道株式会社（1964年発行）．企業紹介パンフレット。同規模でビルド鉱とされた中興鉱業（株）も、同時期に求人用に類似したパンフレット「『躍進するビルド鉱中興鉱業㈱』中興鉱業株式会社(1967年発行)」を発行していた。両社のパンフレットはそれぞれ地元の羽幌町と、松浦市福島の資料館で展示されている）

### 会社更生手続
出炭量は電力用や暖房用を中心に年産100万トンを超え、国内有数の優良鉱として近代化も進んでいたが、1970年（昭和45年）9月1日、会社は札幌地方裁判所に会社更生手続開始申立書を提出した。申し立ての理由として会社は、周辺の各炭鉱が閉山しているのを知った同社の炭鉱従業員が石炭産業の前途に対する不安を覚えたことで、炭鉱従業員の退職離山者が相次ぎ、坑内鉱員が不足となった時に、ちょうど採炭切羽が断層とぶつかって出炭が計画通りに進んでいないこと、石炭を販売した取引会社の経営破綻により売掛金が回収不能となって8500万円余りの打撃を蒙り、資金繰りが急速に悪化したことなどを挙げ、自社の倒産を避けるために更生手続きに入りたいとした。一方で、1970年3月末現在の貸借対照表では資産69億円に対して負債75億円であったが、借入金のうち35億円は石炭鉱業再建整備臨時措置法（1971年（昭和46年）3月までの時限立法）に基づいて元利補給金と再建交付金を受けて10-15年割賦での政府の肩代わりが決まっており、債権者による訴訟等は行われていなかった。
ところが、2か月後の11月1日の取締役会で更生を断念して閉山を決定、申し立てを取り下げて特別閉山交付金制度に基づく特別閉山を翌日申請した。3000万トン以上の可採炭と7500人余りの炭鉱関係社員住民を残しての終焉であった。炭鉱は12月に閉山され、順次立坑、斜坑の密閉、閉塞作業が実施された。鉄道の廃線前日（最終運行日）には閉山式が開催された。鉄道事業も全住民が転居し運搬貨物も消失するため11月12日に運輸省に運輸営業廃止を申請して許可され、12月15日に廃止を実施して羽幌直通の沿岸バス（株）の路線バスに転換された。曙 - 三毛別間の鉄道設備は国鉄名羽線の借用であったので、路線廃止実施日付けで羽幌炭礦鉄道より日本国有鉄道に返却された。元社員と家族住民の転居終了で、路線バスも廃止された。この付近は農家も無いため、現在上羽幌、三毛別地域は無人地帯となっている。

### 年表
- 1895年（明治27年）：羽幌坑（本坑：三毛別）、上羽幌坑、築別坑で鉱区設定され、石炭の採掘が開始される。
- 1918年（大正7年）：鈴木商店が鉱区取得。
- 1931年（昭和6年）：太陽産業が鉱区買収。
- 1935年（昭和10年）：羽幌炭礦株式会社が羽幌（本）坑、上羽幌坑、築別坑の開坑整備完了。
- 1938年（昭和13年）9月19日：羽幌鉄道が築別 - 築別炭礦間および曙 - 上羽幌間の鉄道敷設免許申請。
- 1940年（昭和15年）
  - 5月7日：羽幌鉄道に築別 - 築別炭礦間17.2km鉄道敷設免許[5]。
  - 7月19日：羽幌鉄道株式会社設立[6]。
- 1941年（昭和16年）
  - 3月17日：羽幌炭礦株式会社が羽幌鉄道株式会社を合併し、羽幌炭礦鉄道株式会社に改称。
  - 12月14日：羽幌炭礦鉄道築別 - 築別炭礦間16.6km運輸営業開始[7]。
- 1945年（昭和20年）10月：上築別停留場設置。
- 1948年（昭和23年）6月1日：五線停留場設置。
- 1949年（昭和24年）3月14日：曙 - 三毛別間4.0km構外側線敷設認可（のちに工事中止）。
- 1950年（昭和25年）10月：曙 - 三毛別の羽幌坑間に索道設置。
- 1958年（昭和33年）
  - 6月10日：古賀町停留場設置。
  - 8月1日：七線沢停車場設置。
  - 12月1日：築別 - 羽幌間国鉄乗り入れ開始。
  - ：客貨分離。
- 1959年（昭和34年）11月9日：名羽線羽幌 - 朱鞠内間51.2kmが国鉄工事線となる
- 1960年（昭和35年）1月1日：曙光停留場設置[8]
- 1962年（昭和37年）
  - 12月：桜ケ丘停留場設置。
  - 12月24日：名羽線曙 - 三毛別間3.8kmが完成し、日本国有鉄道から借り受けて羽幌炭礦鉄道動力車による非営業線運送開始[2]。
- 1965年（昭和40年）6月：羽幌（本）坑の立坑に最新式のタワーマシン立坑櫓、羽幌運搬立坑櫓が完成。年産40万トン。
- 1970年（昭和45年）
  - 9月1日：他の炭鉱の急落で、炭鉱従業員が大量退職した影響で、採掘不能に陥り札幌地裁に会社更生法手続開始申立。
  - 11月2日：札幌地裁に会社更生法手続開始申立取下及び、特別閉山交付金制度利用閉山申立申請（11月7日取下許可）。
  - 11月12日：鉄道運輸営業廃止許可申請。
  - 12月：炭鉱閉山。順次立坑、斜坑の密閉、閉塞作業実施。
  - 12月9日：鉄道運輸営業廃止許可[9]。
  - 12月14日：鉄道最終運行。閉山式開催。
  - 12月15日：鉄道廃止実施[10]。羽幌炭礦鉄道から日本国有鉄道へ名羽線鉄道設備を返却。

## 駅一覧
*印は交換可能な駅
築別駅（北緯44度24分44.5秒 東経141度44分18秒 / 北緯44.412361度 東経141.73833度） - 五線駅（北緯44度23分39.8秒 東経141度45分7.6秒 / 北緯44.394389度 東経141.752111度） - *七線沢駅（北緯44度23分11.2秒 東経141度45分52.9秒 / 北緯44.386444度 東経141.764694度） - 上築別駅（北緯44度22分44.6秒 東経141度47分22.6秒 / 北緯44.379056度 東経141.789611度） - 曙光駅 - *曙駅（北緯44度22分0.9秒 東経141度50分27.2秒 / 北緯44.366917度 東経141.840889度） - 桜ケ丘駅（北緯44度22分25.8秒 東経141度51分52.1秒 / 北緯44.373833度 東経141.864472度） - 古賀町駅（北緯44度23分19.5秒 東経141度53分8.8秒 / 北緯44.388750度 東経141.885778度） - 築別炭砿駅（北緯44度23分38.8秒 東経141度53分29.2秒 / 北緯44.394111度 東経141.891444度）
参考：曙駅 - 三毛別駅（北緯44度20分32.2秒 東経141度51分55.7秒 / 北緯44.342278度 東経141.865472度） （朱鞠内駅（北緯44度17分2秒 東経142度9分48秒 / 北緯44.28389度 東経142.16333度））

### 通過する自治体
- 羽幌町

### 接続路線
- 築別駅：国鉄羽幌線
- 曙駅：国鉄名羽線（非営業線）

## 運行
1967年（昭和42年）9月10日当時の列車設定
旅客列車
築別炭礦 - 築別間 8往復　※貨物列車も運行
- 所要時間：築別炭礦 - 築別間 27分 - 30分
- 運賃：築別から曙まで50円、築別炭礦まで70円

1970年（昭和45年）10月10日ダイヤ改正での列車設定
旅客列車
築別炭礦 - 築別間 6往復（2往復は羽幌線に乗り入れ、羽幌駅発着）
- 所要時間：築別炭礦 - 築別間 27分 - 43分
- 運賃：不明

貨物列車
築別炭礦 - 築別間 1往復
羽幌砿（三毛別）- 曙 - 築別間 3往復（三毛別 - 曙間は国鉄非営業の名羽線3.8kmを有償で自社運行）
- 所要時間：築別炭礦 - 曙間 11分 - 15分、羽幌砿 - 曙間 10分、曙 - 築別間 23分 - 26分（曙で長時間停車あり）

## 運輸実績
|      | 築別炭砿駅   | 築別炭砿駅             | 築別炭砿駅             | 曙駅         | 曙駅                   | 曙駅                   |
|      | 乗車人員推移 | 貨物（車扱）トン数推移 | 貨物（車扱）トン数推移 | 乗車人員推移 | 貨物（車扱）トン数推移 | 貨物（車扱）トン数推移 |
| 年度 | 1日平均人数  | 発送                   | 到着                   | 1日平均人数  | 発送                   | 到着                   |
| ---- | ------------ | ---------------------- | ---------------------- | ------------ | ---------------------- | ---------------------- |
| 1947 | 142          | 28,876                 | 11,453                 | 50           | 9,540                  | 366                    |
| 1949 | 146          | 86,217                 | 11,058                 | 55           | 23,903                 | 1,748                  |
| 1951 | 120          | 151,552                | 12,856                 | 79           | 78,240                 | 7,979                  |
| 1953 | 127          | 181,101                | 24,827                 | 96           | 132,751                | 11,898                 |
| 1955 | 142          | 269,372                | 22,226                 | 87           | 168,528                | 6,190                  |
| 1957 | 196          | 371,566                | 25,916                 | 114          | 247,128                | 10,131                 |
| 1959 | 766          | 425,983                | 32,415                 | 181          | 305,672                | 11,099                 |
| 1961 | 866          | 609,277                | 24,793                 | 174          | 368,052                | 15,644                 |
| 1963 | 904          | 548,478                | 23,309                 | 260          | 386,527                | 17,322                 |
| 1965 | 879          | 441,357                | 21,788                 | 242          | 532,735                | 13,314                 |

- 羽幌町史 昭和43年発行 P659-661による。
- 曙駅は1962年以降は名羽線の運用によって三毛別（羽幌坑）方面の貨物を直接取り扱うことがなくなったが、引き続き曙駅扱いとして計上している。

## 車両

### 蒸気機関車

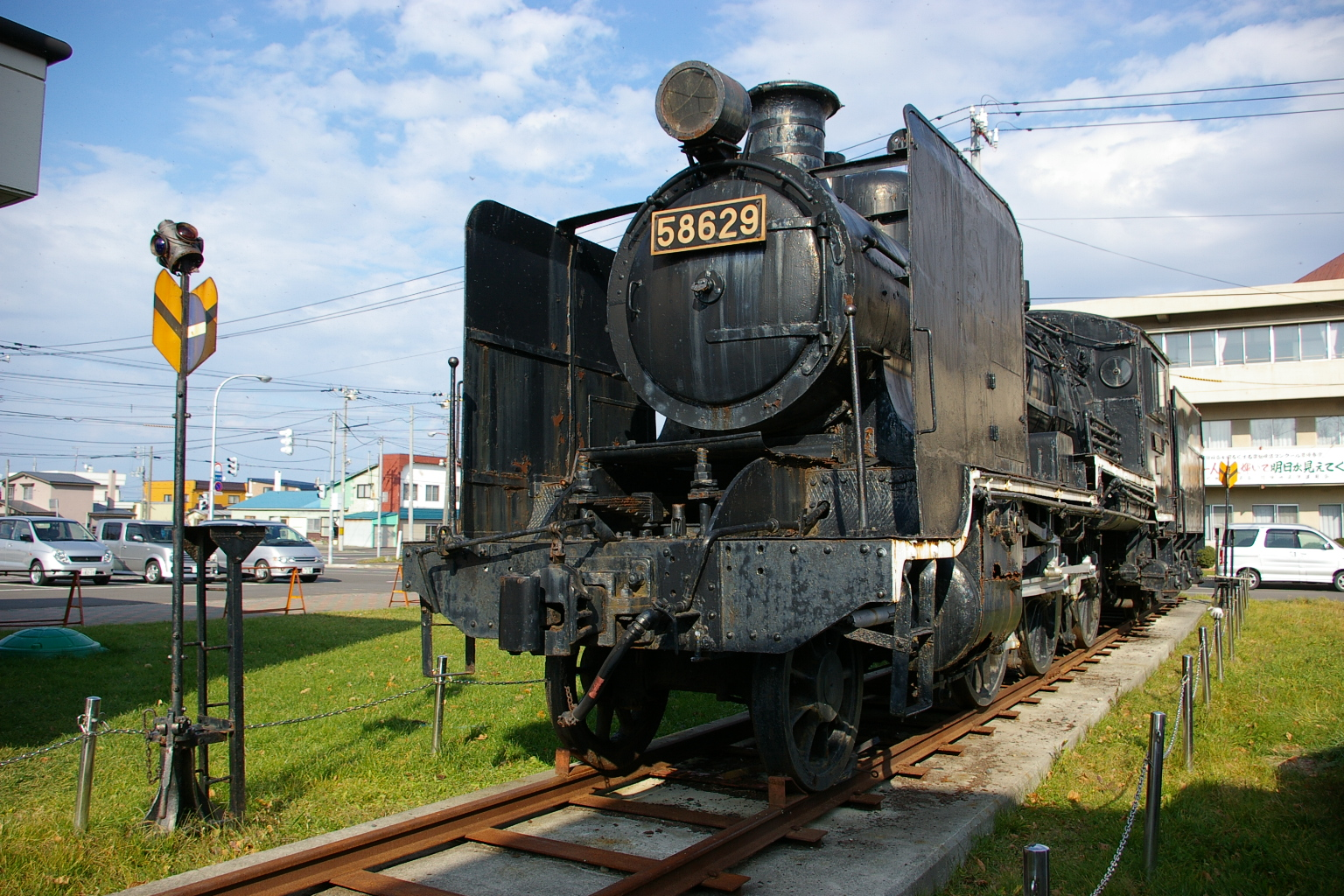
北海道羽幌町で保存されていた58629

1150形 (1159)
鉄道省1150形1159の払下げを受けたもので、1908年（明治41年）米国アメリカン・ロコモティブ製の4-4-2 (2B1) 形タンク機関車。設計認可は1941年（昭和16年）11月26日。1952年（昭和27年）廃車。
5860形 (5861)
鉄道省5860形5861の払下げを受けたもので、1898年（明治31年）米国ブルックス製の元・阪鶴鉄道9。1923年（大正12年）に用途廃止となって北海道帝国大学工学部に標本として貸与されていたものを一般修繕の上自動連結器の取付と真空制動機から空気制動機へ変更をし、18年振りに現役復帰させた4-4-0 (2B) 形テンダー機関車。1941年11月26日設計認可。入線後5年間は故障もなく主力機として使用された。その後他の機関車の入線により予備機となり1951年（昭和26年）廃車。
9040形 (9042)
鉄道省9040形9042の払下げを受けたもので、元北海道炭礦鉄道27。1892年（明治25年）米国ボールドウィン製の2-8-0 (1D) 形テンダー機関車。1944年（昭和19年）7月22日設計認可で入線。1958年（昭和33年）廃車。
8100形 (8114, 8110)
国鉄8100形8114、8110の払下を受けた2-6-0 (1C) 形テンダー機関車で、1897年（明治30年）米国ボールドウィン製。8114は1949年（昭和24年）4月14日、8110は1950年（昭和25年）12月26日設計認可。1959年（昭和34年）廃車。
C11形 (C111)
三岐鉄道C11形C111を購入した2-6-4 (1C2) 形タンク機関車で、鉄道省C11形の同等品。1944年日立製作所製。前歴は宇部油化工業101→江若鉄道C112→三岐鉄道C111。1955年（昭和30年）4月25日設計認可で入線。
8620形 (8653, 58629)
国鉄8620形8653と58629の払下を受けた2-6-0 (1C) 形テンダー機関車で、8653は1914年（大正3年）汽車製造製で1958年（昭和33年）3月14日設計認可、58629は1922年（大正11年）日立製作所製で1959年（昭和34年）10月22日設計認可。入線以降、主力として使用された。58629は羽幌町勤労青少年ホーム前に保存されていたが、2009年6月15日に解体され、同機のナンバープレートのみ展示予定である。

### ディーゼル機関車
DD13形 (DD1301)
鉄道廃止直前に入線した1969年（昭和44年）日立製作所製の56t機。鉄道廃止に伴い、日本製鋼所室蘭製作所に売却された。

### 気動車

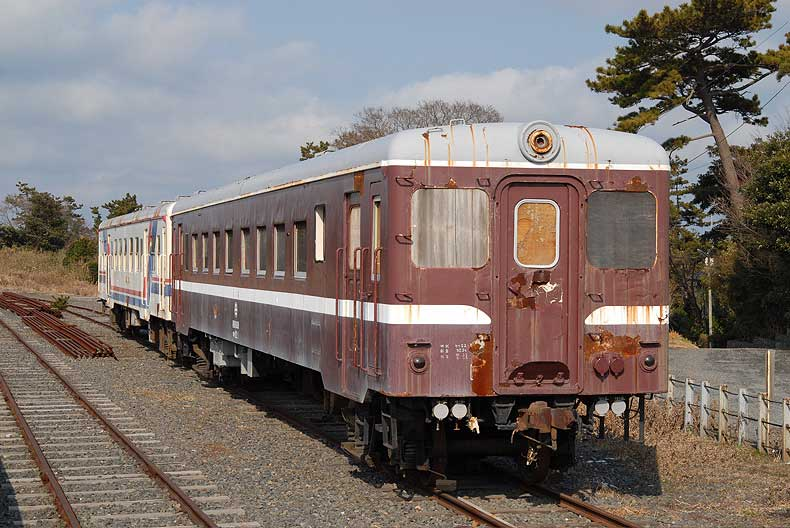
茨城交通湊線阿字ヶ浦駅構内のキハ221廃車体（塗色は羽幌色）

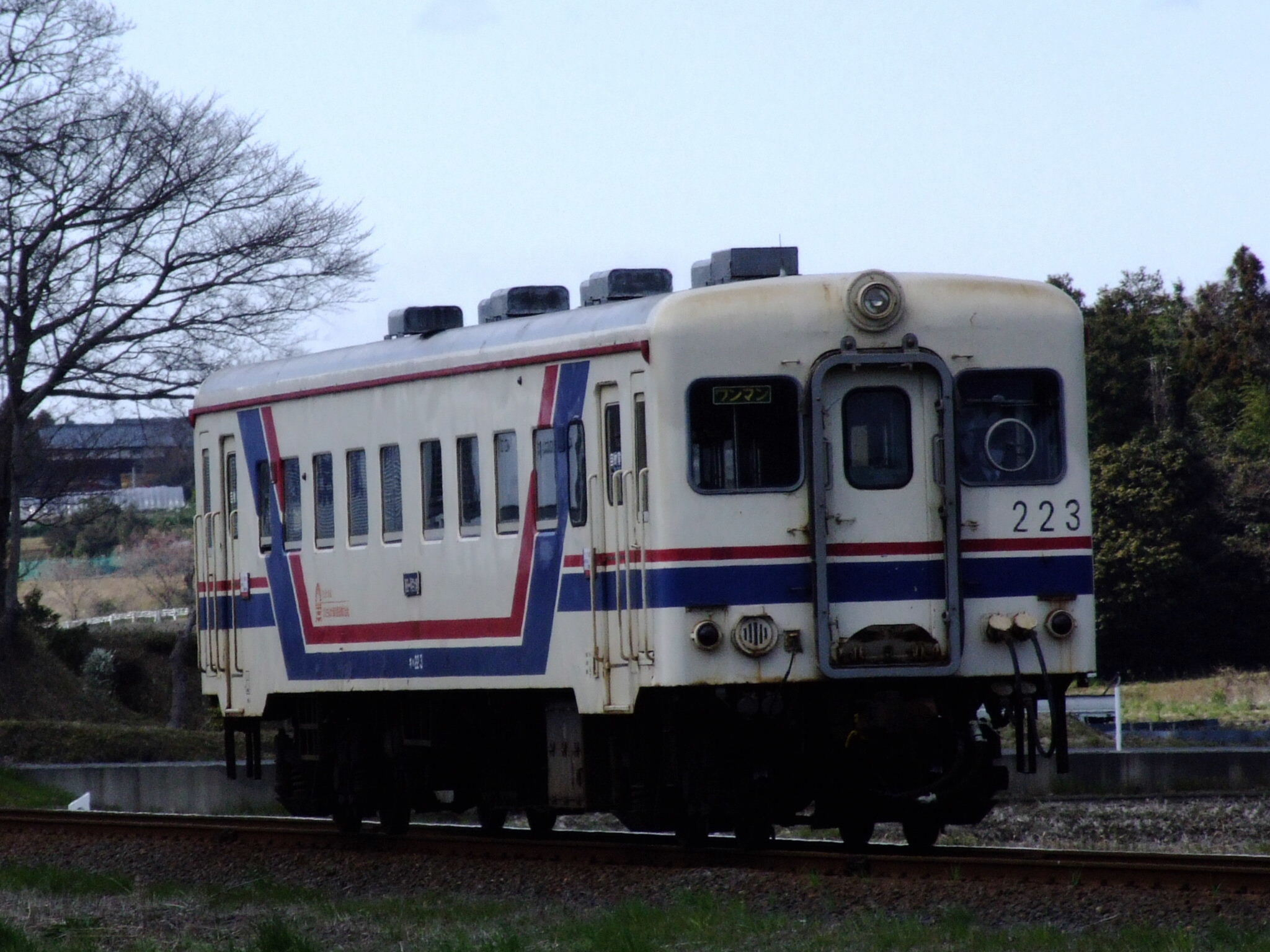
茨城交通湊線のキハ223

キハ1000形（キハ1001）
1949年（昭和24年）に譲渡された元鉄道省の気動車キハ42000形キハ42015からエンジン等を外して客車としたホハフ5に、再びディーゼルエンジンを載せた当鉄道初の気動車。機関はDMH17Bで液体式変速機。定員120（座席80）。改造は釧路製作所で1958年（昭和33年）5月設計変更認可。客車時代に中央の客用扉が埋められて2扉車となっており、再気動車化に伴いワイパーの代わりに旋回窓が装備された。1962年（昭和37年）1月に五線停留場構外で火災を起こして損傷し、そのまま廃車された。
キハ10形（キハ11）
1959年（昭和34年）富士重工業で新造されたレールバス。南部縦貫鉄道キハ10形の同系車であるが、南部縦貫のものは側扉が2箇所にあったのに対し、本形式は中央部に1箇所のみである。機関はDS22で機械式変速機。ロングシートで定員60（座席28）。1959年（昭和34年）3月25日設計認可。キハ22形の増備に伴って使用機会は減少した。
キハ22形（キハ221-223）
国鉄キハ22形と同一仕様の本格的な極寒冷地向け大形気動車で、旋回窓を装備。富士重工業製で1960年（昭和35年）より1966年（昭和41年）にかけて順次増備され、旅客輸送の主力となった。機関はDMH17C。最後に入線したキハ223は国鉄キハ22形200番台と同様の改良がなされている。なお、国鉄線乗り入れのためにATS-S形が搭載されていた。
鉄道廃止後、茨城県の茨城交通（現・ひたちなか海浜鉄道）に3両とも譲渡され湊線で使用された。移籍に際してはスノープラウや便所、ATSが撤去されたが旋回窓は存置され、塗色もそのままで使用された。茨城交通はマルーンに白帯という羽幌の塗色が気に入ったらしく、留萠鉄道から来た5両の気動車も羽幌色に塗り替えて使用された。1983年以降は羽幌車も含め原則として茨交オリジナルの塗装になっているが、キハ221は1997年（平成9年）に羽幌色に復元されて営業運転に用いられた後、同年中に廃車となった。廃車後は阿字ヶ浦駅構内に海水浴客用の臨時更衣室として留置されていたが、2009年3月に撤去の上解体された。キハ222は2012年2月時点で、国鉄一般型気動車用旧標準色（軽快色）に近い色調となっていたが、窓周りのクリームが明るく、若干色合いが異なっている。2015年に廃車となり、阿字ヶ浦駅に留置された後、2021年6月19日からひたちなか市にある「ひたちなか開運鉄道神社」の「ご神体」として祀られた。鉄道車両がご神体となるのは世界初である。またキハ223は2009年7月26日付の「さよなら運転」を最後に運用を離脱して廃車となり、羽幌炭礦色に変更の上、埼玉県さいたま市緑区にある「ほしあい眼科」にて静態保存のため、12月17日に搬出された。

### 客車
ハフ1形（ハフ1・2）
国鉄2788形ハフ2835、2339の払下げを受けたもので、1897年（明治30年）および1898年（明治31年）英国メトロポリタン工場製の元・日本鉄道はに91、95。1942年（昭和17年）9月1日設計認可。側面に扉が並ぶコンパートメント式の明治らしいマッチ箱客車だったが、入線に際して両端にデッキを設けてロングシート化された。1957年（昭和32年）に車体更新を受けた際にハフ1は出入口を中央部に移し、ハフ2はハ3414の車体と振り替えたという。
フハニ100形（フハニ101）
国鉄から払下げを受けた3等荷物合造車（番号不詳）を苗穂工場で整備したものだが、設計認可申請の際に客車として使用するのは不適切との指摘を受け、有蓋緩急車として昭和18年10月5日に認可された。1953年（昭和28年）にニ1形ニ1に改造。
3394形（ハ3414）
国鉄3394形ハ3414の払下げを受けたもので、1907年（明治40年）新橋工場製の元・北海道庁鉄道部ヨサ31。1943年（昭和18年）12月2日設計認可。1957年更新の際にハフ2と車体を振り替えたとみられ、1959年に廃車。
ホハフ5形（ホハフ5）
国鉄キハ42000形キハ42015の払下げを受けて運輸工業（株）で客車化したもので、1952年6月24日設計認可。1958年（昭和33年）再度気動車に改造され、キハ1001となった。
ニ1形（ニ1）
1953年（昭和28年）にフハニ101を改造したもので、貨物列車の緩急車として使用され、1962年（昭和37年）にワフ2に改造。
オハフ19100形（オハフ19108）
国鉄スハニ19108の払下げを受けたもので、1919年（大正8年）大井工場製。1956年10月23日設計認可で、入線に際して荷物室を撤去して全客室とした。1959年廃車。

### 貨車
ワム200形（ワム201）
開業に際して鉄道省苗穂工場で製造された15t積二軸有蓋車で、鉄道省ワム1形の同形車。1943年（昭和18年）10月13日設計認可。1964年、ワブ2（2代）に改造。
ワフ1形（ワフ1, ワフ2（初代）, ワフ2（2代））
ワフ1は渡島海岸鉄道ワブ1形ワブ1を1942年に購入したもので、1927年（昭和2年）12月岩崎レール商会製の14t積有蓋緩急車。設計認可は1946年（昭和21年）11月19日。1969年廃車。ワフ2（初代）は1962年にニ1を改造したもの。1963年廃車。ワフ2（2代）は1964年にワム201を鋼体化改造したもの。廃止時まで在籍。
ト500形（ト501 - ト515）
ト501は開業に際して鉄道省苗穂工場で製造された10t積二軸無蓋車（3枚側）で1943年（昭和18年）10月13日設計認可。1963年廃車。ト502 - ト515は1944年（昭和19年）から1949年（昭和24年）にかけて国有鉄道より払下げられたト1形などの9t - 14t積無蓋車である。
- ト502 ← 元ト1741（ト1形）。10t積3枚側。1904年、鉄道作業局神戸工場製。1944年譲受。1954年廃車。
- ト503 ← 旧番不明（ト1形）。10t積3枚側。1944年譲受。1958年廃車。
- ト504 ← 元ト1600（ト1形）。10t積3枚側。1903年、鉄道作業局神戸工場製。1944年譲受。1954年廃車。
- ト505 ← 元ト3600（ト3600形）。旧北海道鉄道（2代）フト110。1896年、福岡鉄工所製。9t積3枚側。1945年譲受。1954年廃車。
- ト506 ← 元ト1168（ト1形）。10t積3枚側。1905年、日本車輌製造製。1949年譲受。1956年廃車。
- ト507 ← 元ト2376（ト1形）。10t積3枚側。1905年、日本車輌製造製。1949年譲受。1956年廃車。
- ト508 ← 元ト8167（ト6000形）。10t積4枚側。1906年、日本鉄道大宮工場製。1949年譲受。1962年廃車。
- ト509 ← 元ト16497（ト1形）。9t積3枚側。1907年、英国メトロポリタン製。1949年譲受。1954年廃車。
- ト510 ← 元ト16430（ト1形）。9t積3枚側。1907年、英国メトロポリタン製。1949年譲受。1958年廃車。
- ト511 ← 元ト4310（ト1形）。10t積3枚側。1904年、天野工場製1949年譲受。1958年廃車。
- ト512 ← 元ト5291（ト1形）。10t積3枚側。1891年、鉄道作業局新橋工場製。1949年譲受。1958年廃車。
- ト513 ← 元ト7759（ト6000形）。10t積4枚側。1904年、日本鉄道大宮工場製。1949年譲受。1962年廃車。
- ト514 ← 元ト9503（ト9500形）旧青梅電気鉄道。1907年、天野工場製。14t積5枚側観音開戸式。1949年譲受。1958年廃車。
- ト515 ← 元ト9526（ト9500形）旧青梅電気鉄道。1907年、天野工場製。14t積5枚側観音開戸式。1949年譲受。1963年廃車。

トム10形（トム11 - トム15）
1957年（昭和32年）から翌年にかけて国鉄より払下げられたトム16000形15t積無蓋車。旧番号は、トム16678, トム16722, トム16888, トム17220, トム17642。全車1969年廃車。
トラ50形（トラ51 - トラ53）
天塩炭礦鉄道トラ51 - トラ53を1969年に譲り受けた17t積無蓋車。鉄道省トラ6000形の同形車で、1941年汽車製造東京支店製。廃止まで在籍。
キ1形（キ11）
国鉄キ1形キ11の払下を受けたラッセル式雪かき車で、1917年（大正6年）鉄道院苗穂工場製。1942年（昭和17年）11月27日設計認可。1966年廃車。
キ100形（キ111）
三井芦別鉄道キ100を1965年に譲り受けたラッセル式雪かき車。元は1918年鉄道院苗穂工場製の鉄道省キ12で、1954年に三井芦別鉄道で鋼体化改造。廃止まで在籍。